# Лажни почетак
Лажни почетак (фр. Faux départ) је двадесет шеста епизода прве сезоне серије Код Лиоко.

## Опис
Програм за Аелитину материјализацију је прорадио и сада живи на Земљи. Следећег дана, Аелита похађа часове са Одом, Улриком и Џеремијем. Нервозна је зато што се не сећа предмета које уче. Дечаци су јој угодили и Сиси постаје љубоморна на сву пажњу коју Аелита прима; Николас и Херв су је чак заљубљено погледали. За време одмора, срећу се са Јуми и одлуче да угасе суперкомпјутер.
У фабрици налазе Џима (који је био отпуштен) и они иду с њим у просторију са суперкомпјутером. Када стигну тамо, Аелита осети нервозу, али ипак каже Џеремију да угаси суперкомпјутер. Нервоза се повећавала док он, након кратког говора, није повукао полугу. У том тренутку, Аелита пада у несвест и Џереми опет враћа суперкомпјутер на активан статус. У том тренутку, торањ у леденом сектору прекрије црвена аура... Када Аелита дође к себи, Џереми је прегледа и установи да је Ксена дао Аелити вирус како би била повезана с њим, што би значило ако убију Ксену — уништиће и Аелиту у том тренутку. Суперкомпјутер започиње процес скенирања како би се извукли неки добри подаци за антивирус. Он прати Аелиту до Јумине куће и на путу се зауставе да се сликају у фотографској кабини, за шта је Аелита помислила да је скенер.
Касније, за време часа математике, Лиоко ратници сазнају, након кратке пометње у школи, да је Ксена по први пут успео да материјализује чудовишта на Земљу, у овом случају канкрелате, и усмерио их на академију. Улрик и Јуми се ангажују да остану у школи како би заштитили остатак ученика и професора, док су Џереми, Од и Аелита отишли у фабрику да деактивирају торањ. Када њих троје стигну у фабрику, схватају да је Џим уништавао тамошње канкрелате. Након што је Џереми деактивирао скенер који је Ксена употребио за материјализацију канкрелата, Од даје Џиму ласерски пиштољ који се користи за напад на и уништавање канкрелата у школи.
Аелита и Од бивају виртуелизовани у ледени сектор Лиока, док у међувремену Џим стиже у парк да помогне Улрику и Јуми. У леденом сектору, рој стршљена напада Ода и Аелиту. Мачор их задржава и губи животне поене. Џим онда остаје сам да порази канкрелате, док Јуми и Улрик иду у фабрику. Оду понестаје ласерских стрела и последњи стршљен га девиртуелизује. Тај стршљен крене да напада Аелиту кад у Лиоко стигну Улрик и Јуми. У међувремену, Џим пада као жртва канкрелатима, док Јуми уништава последњег стршљена. Баш када се канкрелат спрема да испали фатални ласер на Џима, Аелита успева да деактивира торањ. Канкрелати су уништени и Џереми стартује повратак у прошлост.
Аелита је опет у Лиоку. Џереми жели да је опет доведе на Земљу, али Аелита одбија, осећајући да је вирус још увек у њој. Она каже да мора остати у Лиоку да пази на Ксену јер је то њен задатак. Међутим, предлажу да увек може да их посети на сат-два. Џим налази групу. Професор је, наравно, заборавио све везано за Лиоко. Директор поново стиже, али овог пута група брани професора, осећајући се да након свега што је учинио за њих, то је најмање што могу учинити. Претварају се да су планирали шалу на Херву и Николасу. Директор остаје збуњен и Лиоко ратници кажу Џиму да им је он омиљени професор. Затим одлазе заједно, уједињени, док Џереми гледа фотографију са собом и Аелитом.

## Емитовање
Епизода је премијерно емитована 25. фебруара 2004. у Француској. У Сједињеним Америчким Државама је емитована 24. маја 2004.